# Aglaonema pumilum
Aglaonema pumilum är en kallaväxtart som beskrevs av Joseph Dalton Hooker. Aglaonema pumilum ingår i släktet Aglaonema och familjen kallaväxter. Inga underarter finns listade.